# Čermná (přítok Plazskéko potoka)
Čermná (německy Schwarzbach) je horský potok, který je přítokem Plazského potoka (povodí řeky Odry). Potok se nachází v pohoří Oderské vrchy ve vojenském újezdu Libavá. Protože se potok nachází ve vojenském prostoru, tak je pro veřejnost bez povolení nepřístupný.

## Popis potoka a jeho okolí
Pramen potoka Čermná se nachází mezi kopci Smolná a Popelný kout v Oderských vrších (subprovincie pohoří Nízký Jeseník), východně od zaniklé německé obce Nová Ves nad Odrou a přibližně jiho-jihozápadně od kříže u cesty z Čermné do Nové Vsi nad Odrou a jihozápadně od Českého bunkru. Potok nejprve teče přibližně severovýchodním směrem a pak se stáčí směrem východním a teče podél vojenské asfaltové silnice z Nové Vsi nad Odrou do zaniklé německé vesnice Čermná, kde protéká ruinami této vesnice. Na svém toku přibírá několik menších bezejmenných toků a nakonec se zleva vlévá do vodní nádrže Plazského potoka, která slouží pro potřeby vojenského Vodního cvičiště Čermná, jež využívá především Armáda České republiky.
Potok protéká neobydlenými a nepřístupnými oblastmi, a proto si zachoval divoký ráz. Spolu s okolím je součástí místní evropsky významné lokality a ptačí oblasti.
Čermná se nachází na katastrálním území Čermná u Města Libavá. Potok má délku toku přibližně 2,41 km.

## Další informace
Obvykle jedenkrát za rok může být potok Čermná a jeho okolí přístupné veřejnosti v rámci cyklo-turistické akce Bílý kámen.

## Galerie

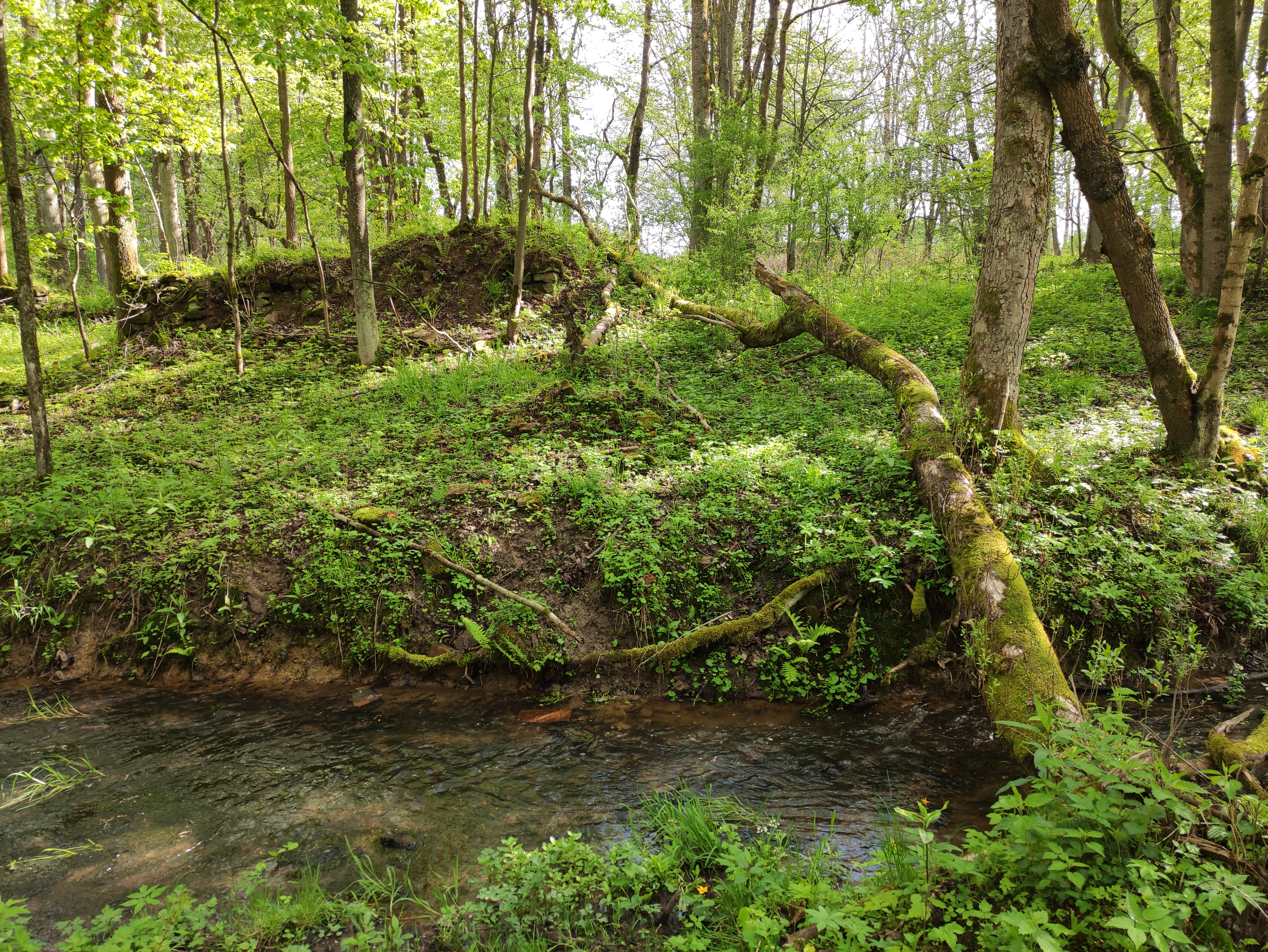
Potok Čermná mezi ruinami zaniklé vesnice Čermná